# Gai Mecenàs Melís
Gai Mecenàs Melís (llatí: Gaius Maecenas Melissus) fou un romà nascut a Spoleto que d'infant fou abandonat i acollit per Mecenàs com a esclau, a qui el va portar la persona que el va trobar. La seva mare el va reconèixer més tard, però el noi no va voler abandonar a Mecenàs, que el va manumitir.
Després va obtenir el favor d'August que li va encarregar d'arranjar la biblioteca del Pòrtic d'Octavià. Al final de la seva vida va compondre una col·lecció de bromes. També va escriure obres en forma de novel·la, que va titular Trabeatae, segons Suetoni. El seu nom complet el dona Plini el Vell, i no és plenament coincident amb altres com Suetoni, que l'anomena Leneu (Lenaeus) o Cilni Melís (Cilnius Melissus).